# ꙮ (слово ћирилице)
ꙮ (ꙮ; искошено: ꙮ), односно мултиокуларно О, ретка је варијанта глифа ћириличног слова О. Ова варијанта глифа се може наћи у једном рукопису из XV вијека, у старословенској фрази „серафими мн҄огоꙮ҄читїи҄“ ([серафими многоочитии] — „многоочити серафим”).
Документовао га је Јефим Карски из примерка књиге псалама из око 1429. године, која се сада налази у збирци Тројичне лавре Светог Сергија.
Ово слово је предложено за укључивање у Unicode 2007. године, и уведено је под кодом U+А66Е у Unicode верзији 5.1 (2008). Репрезентативни глиф је имао седам очију.
Међутим, 2021. године, након виралног твита са словом, примећено је да се слово у рукопису из 1429. заправо састојило из десет очију, а не седам.  Као последица тога, у Unicode-y 15.0, репрезентативни глиф за слово ће имати десет очију.  Грешка је приписана коришћењу ниског квалитета скенираног текста Карског приликом припреме оригиналног предлога слова.

## Слична слова
О : О (ћириличко)
Ꙩ : монокуларно О
Ꙫ : бинокуларно О
Ꙭ : дупло монокуларно О
Ꚙ : дупло О (ћириличко)
Ꚛ : укрштено О